# Nicole Förster
Nicole Förster (* 1974 oder 1975 als Nicole Lichtenheldt) ist eine ehemalige deutsche Kinderdarstellerin, die durch die Rolle der „Carola Huflattich“ im DDR-Kinderfilm Das Schulgespenst bekannt wurde.

## Leben
Im Jahr 1985 suchte der Regisseur Rolf Losansky eine Hauptdarstellerin für seine Verfilmung des Kinderbuchs Das Schulgespenst von Peter Abraham. Förster, damals unter ihrem Geburtsnamen Lichtenheldt, nahm an einem Casting in Frankfurt (Oder) teil und bekam die Hauptrolle der „Carola Huflattich“. 1993 bewarb sie sich an einer Schauspielschule, war aber noch zu jung und wurde daher abgelehnt. Daraufhin ging sie als Au-pair-Mädchen nach London und studierte Grafikdesign. In London arbeitete sie 15 Jahre. Heute lebt Förster, die mittlerweile Richter heißt, mit ihrer Familie in Berlin. Sie hat zwei Söhne und arbeitet als Grafikdesignerin.
Förster tritt auch nach ihrer Schauspiellaufbahn auf Veranstaltungen auf, bei denen Das Schulgespenst aufgeführt wird, so war sie zum Beispiel 2014 Ehrengast bei der Jubiläumsveranstaltung des Filmdienstes Filmernst.

## Filmografie
- 1987: Das Schulgespenst
- 1989: Abschiedsdisco